# Bitka pri Termopilah (1941)
Bitka pri Termopilah se je zgodila leta 1941, med 2. svetovno vojno. Sledila sta še umika z Olimpa in servijskih prelazov. Britanske Commonwealške sile so postavile obrambne položaje pri znanem prelazu Termopilah. Generalu Bernardu Freybergu je bila dana naloga, da skupaj z generalom Ivenom Giffardom Mackayem ubrani vas Brallos pred nacisti. V Novozelandskem sektorju je bila peta ANZAC-ova brigada razvita vzdolž obalne ceste, med južnim lamianskim predgorjem do reke Spercherois. Četrta brigada je bila na desni, kjer je osnovala obalne patrulje. Šesta brigada je bila v rezervi. V avstralskem sektorju je devetnajsta brigada, sestavljena iz 4. in 8. bataljona 2. divizije, branila Brallos. 19. aprila je bil 2. bataljon 1. divizije in 2. bataljon 5. divizije nameščen pod poveljstvo generalmajorja Georga Vaseya. Istega dneva in v zgodnjih jutranjih urah naslednjega se je 2. bataljon 11. divizije spet pridružil brigadi.
Generala Freyberg in Vaseye sta obvestila podrejene, da ne bo nič več umikov, oba neseznanjena z višjestopenjskimi evakuacijskimi obravnavami.
Po bitki je Mackay izrekel te besede:
Pričakoval sem, da bomo napad zadržali vsaj do večera in se zlomili pod pritiskom veliko večjega števila sovražnikov.
Ko je bil 23. aprila izdan ukaz za umik, je bilo odločeno, da na vsakem položaju ostane le ena brigada. Ti dve brigadi, 19. avstralska in 6. novozelandska naj bi branili vsak svoj prelaz, dokler bi bilo mogoče, istočasno pa je ostalim enotam bil dovoljen umik. General Vasey, poveljnik 19. brigade, je dejal:
Tukaj smo, in tukaj bomo ostali!

To je major njegove brigade raztolmačil: 
Brigada bo držala vse do zadnjega obrambnega položaja.
 Nemci so napadli 24. aprila.
Soočili so se z divjim odporom. Izgubili so 15 tankov. Žrtve so bile precejšnje.  Avstralci in novozelandci so se bojevali ves dan.
Ko je bila akcija dokončana, so se umaknili preko evakuacijskih nabrežij in postavili še en obrambni položaj pri Tebah.